# La Commode de Victorine
La Commode de Victorine est une comédie-vaudeville en un acte d'Eugène Labiche, représentée pour la première fois à Paris au théâtre du Palais-Royal le 23 décembre 1863.
- Collaborateur Edouard Martin.
- Editions Dentu.

## Résumé
Mademoiselle Clara tient un atelier de modiste installé dans un appartement, comportant trois employées, Angèle, Césarine et Julie. Cet atelier est souvent occupé par Monsieur Mariton qui y rentre parce qu'il fait froid dehors. Un jour, Angèle part de l'atelier plus tôt car elle va déménager et va bientôt se marier. Alors que les deux autres fileuses continuent leur travail, vient alors Gustave Poparel, un « original » qui vient pour louer l'appartement qui sert d'atelier de modiste, ainsi que pour acheter un chapeau à sa femme de chambre, Victorine, qu'il aime beaucoup. C'est après son arrivée et le départ de Césarine et Julie que deux hommes vont tenter de régler dans l'appartement leur différend. En effet, alors que Monsieur Bardas de Lastringuy dînait au restaurant, un homme du nom d'Hector Bellinay a renversé sur la robe de sa dulcinée un gros flacon d'huile. Pour venger sa femme et son honneur, M. Bardas de Lastringuy décide de provoquer en duel M. Bellinay dans l'atelier de modiste. Et les témoins du duel seront M. Mariton et Poparel. Le duel est autorisé par Mademoiselle Clara… Cependant, ils ne veulent pas que l'un d'eux meurt lors du combat. Les deux duellistes sont fiancés, et Hector Bellinay… avec Angèle !

## Distribution
| Acteurs et actrices ayant créé les rôles |                   |
| Personnage                               | Acteur ou actrice |
| Poparel                                  | Geoffroy          |
| Bardas de Lastringuy                     | M. Pellerin       |
| Hector Belinay                           | Priston           |
| Mariton                                  | Lassouche         |
| Clara                                    | Mme Delille       |
| Angèle                                   | Mme Deribeaucourt |
| Césarine                                 | Mme Marie Protat  |
| Julie                                    | Mme Antonie       |